# Hans Jakob Christoffel von Grimmelshausen

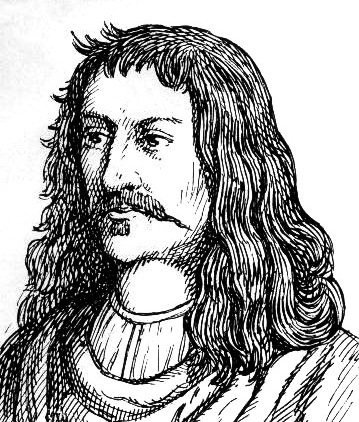
Grimmelshausen

Johann (Hans) Jakob Christoffel von Grimmelshausen (Gelnhausen, Hessen 1621 - Renchen, Baden 17 augustus 1676) was een Duits auteur. Zijn bekendste werk, de schelmenroman "Der abenteuerliche Simplicissimus Teutsch", geldt als een der belangrijkste Duitse prozawerken van de 17e eeuw.

## Leven
Grimmelshausen werd in 1621 of 1622 geboren in het Hessische Gelnhausen als zoon van een lutherse herbergier en bakker en stamde uit verarmde Thüringse adel. In de Dertigjarige Oorlog verloor hij beide ouders. In 1634 of 1635 werd hij door Kroatische troepen opgepakt, kort daarna door Hessische en naar Kassel overgebracht. Hij streed vervolgens zelf in zowel het lutherse Zweedse als het rooms-Katholieke keizerlijke leger en was na 1644 schrijver en secretaris in het keizerlijk leger. Hij bekeerde zich ergens voor 1650 tot het katholicisme teneinde Catharina Henninger te kunnen huwen (30 augustus 1649). Tussen 1649 en 1660 was hij als rentmeester werkzaam en van 1667 tot 1659 runde hij de herberg Zum Silbernen Stern in Gaisbach. Na 1667 was hij als schout werkzaam in Renchen in het Zwarte Woud. Aldaar stierf hij op 17 augustus 1676.

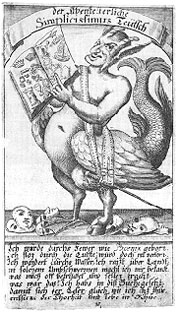
Titelblad Der abenteurliche Simplicissimus

## Werk
Grimmelshausens schrijversperiode duurde slechts circa een decennium en hij behoorde niet tot de kringen van geleerde dichters uit zijn tijd. Hij was een autodidact en leerde in de bibliotheek van zijn heer volksliteratuur, de kluchten van Hans Sachs, de klassieken en de literatuur van de renaissance en de barok kennen. Hij publiceerde veelal onder pseudoniem - anagrammen als German Schleifheim von Sulsfort, Erich Stainfels von Grufensholm, enz. - en verscheen pas in zijn latere jaren openlijk als schrijver.
Zijn bekendste en veruit populairste werk is het in 1669 te Mömpelgard onder het pseudoniem German Schleifheim verschenen "Der abenteuerliche Simplicissimus Teutsch", een barokke schelmenroman naar Spaans voorbeeld die handelt over een eenvoudige jongeling die in de Dertigjarige Oorlog allerlei avonturen meemaakt en zo een goed beeld van de sociale verhoudingen geeft. Variaties op dit thema zijn samengebracht in de zogenaamde Simplicianische Schriften (Trutz Simplex: oder Ausführliche und wunderseltzame Lebensbeschreibung der Ertzbetrügerin und Landstörtzerin Courasche (1670), Der seltzsame Springinsfeld (1670), Der ewig währende Kalender (1670), Des abenteuerlichen Simplicissimi ewig-währender Calender (1671) en Das wunderbarliche Vogel-Nest (1672, 1675)). Grimmelshausen vond veel navolging en de term Simplicissimus werd zelfs op wervende wijze gebruikt door andere auteurs.
Grimmelshausen beschrijft in zijn romans de (chaotische) toestand van de wereld in zijn tijd en wil met humor de waarheid zeggen, naar voorbeeld van Horatius' satiren (het op het titelblad van de Simplicissimus afgebeelde sater-achtige wezen verwijst hiernaar, alsmede naar een door Horatius beschreven fabelwezen). Met de vrije opbouw van zijn werken verzet hij zich tegen de esthetisering van de werkelijkheid in de klassieke romans.
Tot zijn verdere werk behoren de stichtelijke romans Histori vom keuschen Joseph (1667), Dietwalts und Amelinden anmuthige Lieb- und Leids-Beschreibung (1670) en Proximus und Lympida (1672) en het politiek-filosofische Rathskübel Plutonis Oder Kunst reich zu werden (1672).

## Nederlandse vertalingen
- De avontuurlijke Simplicissimus. Amsterdam, Prometheus, 1924, 278 p. (naverteld door Antoon Thiry)
- De avontuurlijke Simplicissimus. Leuven: Davidsfonds, 1939, 191 p. (vertaald door Lodewijk Raeymaekers; 'gezuiverde' uitgave, naar de Duitse bewerking van Franz Lichtenberger: Abenteuerlicher Simplizissimus, Freiburg im Breisgau: Herder,1937)
- De avonturen van Simplicissimus. Baarn: Ambo, 1991, 552 p. (in de reeks Ambo-klassiek; eerste volledige uitgave in het Nederlands van Der abenteuerliche Simplicissimus Teutsch, vertaald, ingeleid en van aantekeningen voorzien door Armand De Loecker)